# Mario Rivas
Mario Rivas Viondi (Albacete, 27 de marzo del 2000) es un futbolista español que juega como delantero en el Real Ávila de la Segunda División RFEF. Es hermano gemelo del también futbolista Óscar.

## Trayectoria
Nacido en Albacete, comienza en el fútbol en las canteras de Atlético de Madrid y Getafe CF. El 16 de julio de 2019, tras finalizar su formación, firma por el CD Móstoles URJC de la extinta Tercera División, debutando el 1 de septiembre al entrar como suplente en la segunda parte en una victoria por 2-1 frente al CF Pozuelo de Alarcón. Su primer gol llega el 29 de noviembre de 2020 en un empate a unos contra el CD Leganés "B".
El 2 de enero de 2021 se oficializa su incorporación al CD Leganés para jugar en su filial en la cuarta categoría nacional. Logra debutar con el primer equipo el 29 de octubre de 2021 al entrar como sustituto de Javier Eraso en una derrota por 0-1 frente a la UD Almería en Segunda División.

## Clubes
| Club             | País   | Año       |
| ---------------- | ------ | --------- |
| CD Móstoles URJC | España | 2019-2021 |
| CD Leganés "B"   | España | 2021-Act. |
| CD Leganés       | España | 2021-Act. |